# Męczennica miękka

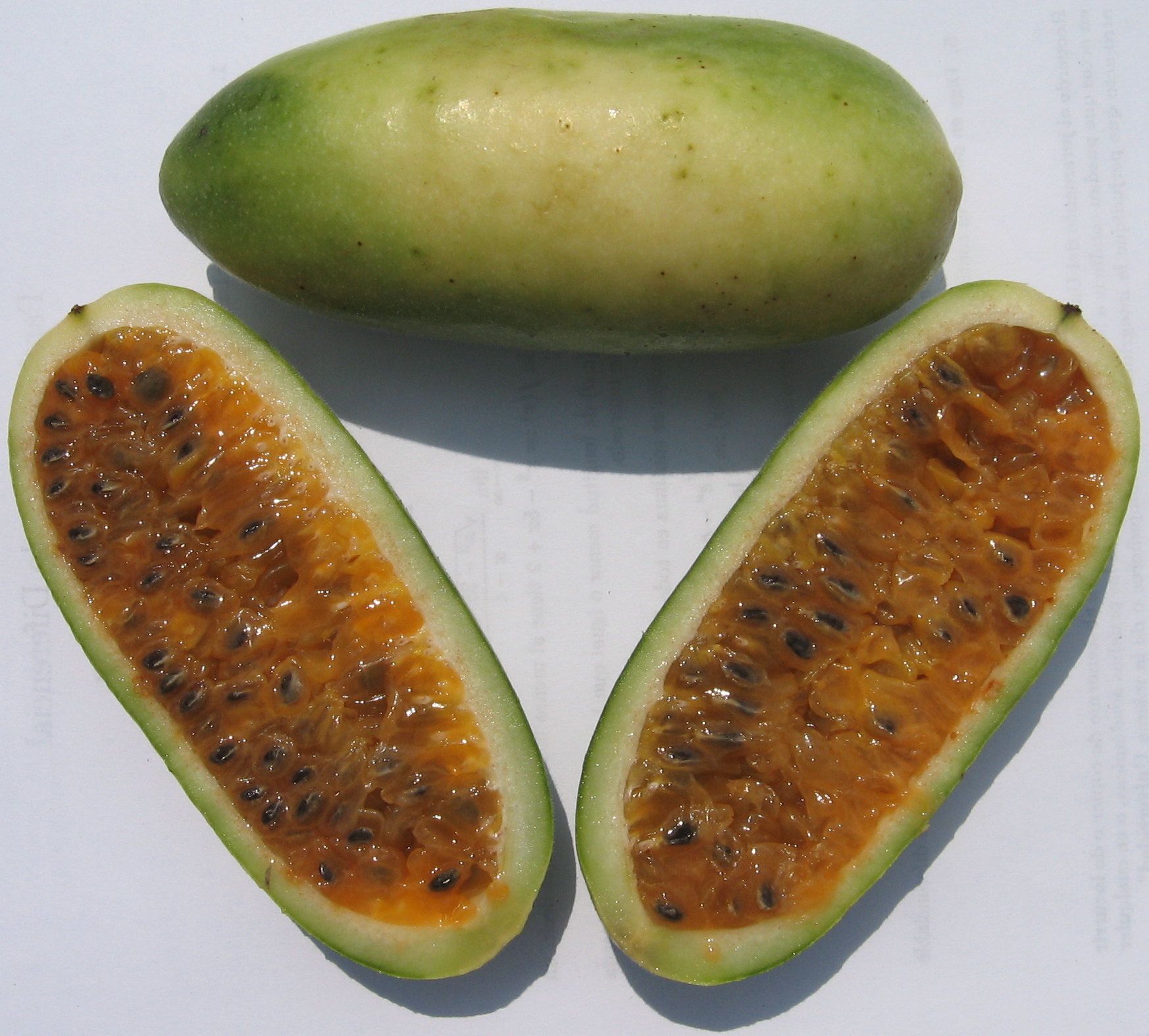
Owoc

Męczennica miękka  (Passiflora mollissima), nazwa handlowa: kuruba – gatunek rośliny z rodziny męczennicowatych. Pochodzi z regionu andyjskiego Ameryki Południowej. Rośnie bardzo szybko, niekiedy, m.in. na Hawajach, uważana za gatunek inwazyjny.

## Morfologia
PokrójPnącze o pędach długości do 20 m. Posiada pochodzące z przekształconych pędów wąsy czepne.
LiścieNaprzemianległe, 3-klapowane, owłosione, do 17 cm długości. Brzeg piłkowany.
KwiatyRóżowawe do jasnoliliowych, rurka długa, zielona, 5 działek kielicha i 5 płatków korony. Androgynofor z 5 pręcikami i 1 słupkiem o 3 znamionach.
OwocEliptyczna jagoda o długości do 12 cm, z licznymi nasionami, otoczonymi szklistą, pomarańczową  osnówką. Skórka początkowo zielona, później żółta.

## Zastosowanie
- Sztuka kulinarna: Owoce zazwyczaj zjada się na surowo wraz z pestkami lub bez nich. Gatunek w znacznie mniejszym stopniu wykorzystywany do produkcji soku niż męczennica jadalna.